# Lamprichthys tanganicanus
Lamprichthys tanganicanus là một loài cá thuộc họ Poeciliidae. Nó là loài đặc hữu của Hồ Tanganyika.